# Bouzonville-aux-Bois
Bouzonville-aux-Bois és un municipi francès, situat al departament del Loiret i a la regió de Centre – Vall del Loira. L'any 2007 tenia 410 habitants.

## Demografia

### Població
El 2007 la població de fet de Bouzonville-aux-Bois era de 410 persones. Hi havia 152 famílies, de les quals 39 eren unipersonals (27 homes vivint sols i 12 dones vivint soles), 51 parelles sense fills i 62 parelles amb fills.
La població ha evolucionat segons el següent gràfic:
Habitants censats

### Habitatges
El 2007 hi havia 199 habitatges, 154 eren l'habitatge principal de la família, 39 eren segones residències i 6 estaven desocupats. 153 eren cases i 4 eren apartaments. Dels 154 habitatges principals, 136 estaven ocupats pels seus propietaris, 16 estaven llogats i ocupats pels llogaters i 2 estaven cedits a títol gratuït; 1 tenia una cambra, 5 en tenien dues, 25 en tenien tres, 43 en tenien quatre i 80 en tenien cinc o més. 129 habitatges disposaven pel capbaix d'una plaça de pàrquing. A 57 habitatges hi havia un automòbil i a 88 n'hi havia dos o més.

### Piràmide de població
La piràmide de població per edats i sexe el 2009 era:
| Homes | Edats   | Dones |
| ----- | ------- | ----- |
| 0     | 95 o +  | 0     |
| 4     | 90 a 94 | 8     |
| 4     | 85 a 89 | 8     |
| 8     | 80 a 84 | 0     |
| 0     | 75 a 79 | 12    |
| 0     | 70 a 74 | 4     |
| 8     | 65 a 69 | 8     |
| 4     | 60 a 64 | 0     |
| 4     | 55 a 59 | 0     |
| 16    | 50 a 54 | 16    |
| 4     | 45 a 49 | 8     |
| 4     | 40 a 44 | 8     |
| 16    | 35 a 39 | 32    |
| 12    | 30 a 34 | 12    |
| 12    | 25 a 29 | 12    |
| 8     | 20 a 24 | 8     |
| 8     | 15 a 19 | 16    |
| 20    | 10 a 14 | 4     |
| 16    | 5 a 9   | 12    |
| 4     | 0 a 4   | 16    |

## Economia
El 2007 la població en edat de treballar era de 260 persones, 203 eren actives i 57 eren inactives. De les 203 persones actives 191 estaven ocupades (108 homes i 83 dones) i 12 estaven aturades (4 homes i 8 dones). De les 57 persones inactives 25 estaven jubilades, 20 estaven estudiant i 12 estaven classificades com a «altres inactius».

### Ingressos
El 2009 a Bouzonville-aux-Bois hi havia 144 unitats fiscals que integraven 396 persones, la mediana anual d'ingressos fiscals per persona era de 17.023,5 €.

### Activitats econòmiques
Dels 13 establiments que hi havia el 2007, 1 era d'una empresa extractiva, 3 d'empreses de construcció, 3 d'empreses de comerç i reparació d'automòbils, 2 d'empreses de transport, 2 d'empreses d'hostatgeria i restauració i 2 d'empreses classificades com a «altres activitats de serveis».
Dels 6 establiments de servei als particulars que hi havia el 2009, 1 era un taller de reparació d'automòbils i de material agrícola, 1 fusteria, 1 lampisteria, 2 electricistes i 1 restaurant.
L'any 2000 a Bouzonville-aux-Bois hi havia 4 explotacions agrícoles que ocupaven un total de 476 hectàrees.

## Poblacions més properes
El següent diagrama mostra les poblacions més properes.